# Cupa României 1966/67
Der Cupa României in der Saison 1966/67 war das 29. Turnier um den rumänischen Fußballpokal. Sieger wurde Titelverteidiger Steaua Bukarest, das sich im Finale am 2. Juli 1967 gegen Drittligist Foresta Fălticeni durchsetzen konnte. Dadurch qualifizierte sich Steaua für den Europapokal der Pokalsieger.

## Modus
Die Klubs der Divizia A stiegen erst in der Runde der letzten 32 Mannschaften ein und mussten zunächst auswärts antreten. Ab dem Achtelfinale fanden alle Spiele – abgesehen vom Finale, das traditionell in Bukarest ausgetragen wurde – auf neutralem Platz statt. Es wurde jeweils nur eine Partie ausgetragen. Stand diese nach 90 Minuten unentschieden, folgte eine Verlängerung von 30 Minuten. Falls danach noch immer keine Entscheidung gefallen war, fand am folgenden Tag am selben Ort ein Wiederholungsspiel statt. Endete auch dieses mit einem Unentschieden, kam die Mannschaft mit dem niedrigeren Durchschnittsalter in die nächste Runde. Im Sechzehntelfinale kam im Falle eines Unentschiedens nach Verlängerung die auswärts spielende Mannschaft eine Runde weiter.

## Sechzehntelfinale
| Datum         |                       | Ergebnis             |                        |
| ------------- | --------------------- | -------------------- | ---------------------- |
| 5. März 1967  | Gloria Bistrița       | 0:1 n. V.            | Steaua Bukarest        |
|               | Progresul Brăila      | 0:1 (0:1)            | Rapid Bukarest         |
|               | Medicina Cluj         | 3:1 (1:1)            | Jiul Petroșani         |
|               | Electroputere Craiova | 0:1 n. V.            | Universitatea Craiova  |
|               | Foresta Fălticeni     | 1:0 (0:0)            | Steagul Roșu Brașov    |
|               | Oțelul Galați         | 2:3 n. V. (2:2, 1:2) | Politehnica Timișoara  |
|               | Metalul Hunedoara     | 1:3 (0:2)            | UTA Arad               |
|               | Minerul Lupeni        | 1:0 (0:0)            | Metalurgistul Bukarest |
|               | Textila Mediaș        | 2:4 (1:3)            | Progresul Bukarest     |
|               | Crișul Oradea         | 1:0 (1:0)            | Politehnica Bukarest   |
|               | Metalul Plopeni       | 1:1 n. V. (1:1, 0:0) | CSMS Iași              |
|               | Voința Reghin         | 0:2 (0:2)            | Dinamo Bukarest        |
|               | CSM Sibiu             | 0:0 n. V.            | Farul Constanța        |
|               | Chimia Suceava        | 2:1 n. V. (1:1, 1:0) | Universitatea Cluj     |
|               | CFR Timișoara         | 2:0 (1:0)            | Dinamo Pitești         |
| 29. März 1967 | Minerul Baia Mare     | 14:0 (4:0) 1         | Petrolul Ploiești      |

## Achtelfinale
| Datum         |                    | Ergebnis  |                       | Ort       |
| ------------- | ------------------ | --------- | --------------------- | --------- |
| 5. April 1967 | Minerul Baia Mare  | 1:0 (0:0) | Chimia Suceava        | Bistrița  |
|               | Steaua Bukarest    | 1:0 (0:0) | Medicina Cluj         | Brașov    |
|               | Progresul Bukarest | 1:0 (1:0) | Dinamo Bukarest       | Bukarest  |
|               | Farul Constanța    | 2:1 (0:1) | Crișul Oradea         | Craiova   |
|               | CSMS Iași          | 2:0 (1:0) | Universitatea Craiova | Hunedoara |
|               | Rapid Bukarest     | 6:0 (4:0) | Minerul Lupeni        | Pitești   |
|               | Foresta Fălticeni  | 0:0 n. V. | Politehnica Timișoara | Ploiești  |
|               | CFR Timișoara      | 1:0 (0:0) | UTA Arad              | Reșița    |

## Viertelfinale
| Datum       |                   | Ergebnis             |                    | Ort       |
| ----------- | ----------------- | -------------------- | ------------------ | --------- |
| 3. Mai 1967 | Steaua Bukarest   | 3:0 (1:0)            | Farul Constanța    | Brăila    |
|             | CFR Timișoara     | 1:1 n. V. (1:1, 0:1) | Progresul Bukarest | Craiova   |
|             | Foresta Fălticeni | 1:1 n. V. (1:1, 0:0) | CSMS Iași          | Suceava   |
|             | Rapid Bukarest    | 3:0 (3:0)            | Minerul Baia Mare  | Timișoara |

## Halbfinale
| Datum         |                   | Ergebnis  |                | Ort       |
| ------------- | ----------------- | --------- | -------------- | --------- |
| 28. Juni 1967 | Foresta Fălticeni | 1:0 (1:0) | Rapid Bukarest | Bacău     |
|               | Steaua Bukarest   | 3:0 (2:0) | CFR Timișoara  | Hunedoara |

## Finale
| Paarung           | Steaua Bukarest – Foresta Fălticeni |
| Ergebnis          | 6:0 (4:0) |
| Datum             | 2. Juli 1967 |
| Stadion           | Stadionul Republicii, Bukarest |
| Zuschauer         | 20.000 |
| Schiedsrichter    | Iosif Ritter (Timișoara) |
| Tore              | 1:0 Vasile Șoo (8.) 2:0 Vasile Negrea (10.) 3:0 Vasile Șoo (16.) 4:0 Florea Voinea (38.) 5:0 Sorin Avram (62.) 6:0 Dumitru Popescu (71.)                                                                               |
| Steaua Bukarest   | Carol Haidu (60. Vasile Suciu), Lajos Sătmăreanu, Emerich Jenei, Dumitru Nicolae, Bujor Hălmăgeanu, Vasile Negrea, Dumitru Popescu, Sorin Avram, Gheorghe Constantin, Vasile Șoo, Florea Voinea Cheftrainer: Ilie Savu |
| Foresta Fălticeni | Tacamaș (46. Boniș), Fodor (46. Ioniță), Juhasz, Gümo, Pavel, Halasz, N. Constantin, Oltan, Luțac, Benic, Nae Cheftrainer: Iosif Lengheriu                                                                             |